# Пулемецьке озеро
Пуле́мецьке о́зеро — озеро карстового походження на південно-західному Поліссі, в межах Шацького району Волинської області. Розташоване між річками Західний Буг і верхньою Прип'яттю.

## Загальна інформація
Пулемецьке озеро розміщене на північний захід від озера Світязь, між селами Пульмо і Пулемець. 
За площею водної поверхні і об'ємом води поступається тільки озеру Світязь. Довжина берегової лінії близько 16 км.
Площа озера 1640 га, довжина 6,1 км, ширина — 3,5 км, максимальна глибина — 19,2 м, середня — 4,1 м.
Берегова лінія озера слаборозчленована. Південні і північно-західні береги піщані, підняті на 5—6 м над рівнем води. З півночі і північного сходу озеро оточують торфові болота, які згодом переходять в мокрі, а далі — в сухі луки. 
Дно озера піщане, рівне, має дві довгасті западини, між якими розміщений підводний пагорб. Пулемецьке озеро має великі запаси сапропелю і торфо-сапропелю. Тут вони оцінюються в 37 млн м³. 
Живиться озеро підземними водами, а також атмосферними опадами і поверхневим стоком. Озеро з'єднане каналами з озерами Острів'янське та Луки.
Дослідження озера проводилось разом з іншими озерами Шацької групи, тобто ще в 19 столітті. В теперішній час дослідження мають епізодичний характер. На озері вивчення проводяться науково-дослідними та навчальними закладами з Києва, Львова, Луцька та науковим відділом парку, який ведуться щорічні спостереження за озером. 
В озері відмічений найсприятливіший кисневий режим, хоча спостерігається зменшення його вмісту від поверхні до дна. Пулемецьке озеро характеризується багатством підводної і надводної рослинності.
Прибережні ділянки з глибини до 0,5 м зайняті такими видами, як осока гостра, рогіз вузьколистий, рогіз широколистий, жабурник звичайний, рдесник гребінчастий та рдесник плаваючий, трапляються одиничними екземплярами. На ділянках з глибинами до 2 м поширені харові водорості, рдесник блискучий та лілія біла, очерет звичайний. Занурена рослинність займає невеликі площі. Тут поширені харові водорості (глибина до 6 м), рдесник пронизанолистий, елодея канадська, рдесник блискучий. 
Пулемецьке озеро відзначається багатством водоплавних птахів.
Тут гніздяться при перельотах: великий норець, лебідь-шипун, сіра гуска, крижень, чирок-тріскунок, попелюх, гоголь, лиска, жовтоногий мартин, чорновола гагара. 
Озеро Пулемецьке належить до озер лящевого типу. Широко розповсюджені тут щука, плітка, краснопірка, карась, в'юн і лин. Рідко можна побачити сома. В озері є вид-вселенці — це чудський сиг (в народі його називають ріпус), вугор, карликовий сомик та судак. Озеро багате на рибу, всього тут, нараховується близько 21 виду риб. 
Озеро використовується в рекреаційних цілях. Воно створює приємне і затишне місце для відпочинку людей, які тут мешкають, і які приїздять сюди з навколишніх сіл, міст та сусідньої держави — Білорусі. 
Озеро розташоване в межах Шацького національного природного парку.